# Portland Winterhawks
Die Portland Winterhawks (bis Mai 2009 Winter Hawks) sind ein US-amerikanisches Eishockeyteam aus Portland im Bundesstaat Oregon, das seit 1976 in der Juniorenliga Western Hockey League spielt. Die Mannschaft trägt ihre Heimspiele im 12.000 Zuschauer fassenden Portland Memorial Coliseum aus. Pro Saison werden aber auch einige Heimspiele in der benachbarten, gemessen an der Zuschauerkapazität größeren Moda Center ausgetragen. 
In den Spielzeiten 1981/82, 1997/98 und 2012/13 gewann das Team den Ed Chynoweth Cup (bis 2007 President’s Cup), die Meisterschaft der WHL. Außerdem konnte es in den Jahren 1983 und 1998 den Memorial Cup, die wichtigste Trophäe im kanadischen Junioren-Eishockey, gewinnen.

## Geschichte
Das Franchise wurde 1951 im kanadischen Edmonton aus der Provinz Alberta unter dem Namen Edmonton Oil Kings gegründet. Die Oil Kings spielten ebenfalls in der WHL und gewannen den Memorial Cup in den Jahren 1963 und 1966, ehe sie nach der Saison 1975/76 als erstes Team in die Vereinigten Staaten umgesiedelt wurden. In Oregon spielte die Mannschaft unter dem Namen Portland Winter Hawks. Der frühere Besitzer und Initiator des Umzugs, Brian Shaw, war zudem ein Pionier für die gesamte Liga, da er heute als Begründer der aktuellen Endrunde der Canadian Hockey League, mit den besten Franchises aus den Ligen WHL, OHL und QMJHL sowie dem Gastgeber, gilt. Die Winter Hawks selbst gewannen den Memorial Cup schließlich 1983 und 1998. 1983 erfolgte der Titelgewinn dabei als Gastgeber der Endrunde, 1998 als Sieger des WHL President’s Cup, den das Team 1982 zum ersten Mal hatte gewinnen können, allerdings in der Finalrunde um den Memorial Cup gescheitert war.
1986 waren die Winter Hawks erneut Gastgeber der Kanadischen Juniorenmeisterschaft, scheiterten allerdings an den Olympiques de Hull sowie dem späteren Gewinner Guelph Storm. Das Finale 1986 hatte ursprünglich in New Westminster ausgetragen werden sollen, da jedoch gleichzeitig die Expo 86 im benachbarten Vancouver stattfand, hätte dies die lokalen Hotels überlastet, sodass der Memorial Cup nach Portland verlegt wurde.  
Die Winter Hawks waren zudem eines der ersten Eishockeyteams, das professionell organisierte Marketing und Wohltätigkeitsaktionen im Rahmen der Spiele organisierte. Neben diversen Drittelpausen-Gewinnspielen organisiert das Franchise seit einigen Jahren das „Teddy Bear Toss“ (deutsch „Teddybär-Werfen“), bei dem die Anhänger beim ersten Tor ihrer Mannschaft Teddybären aufs Eis werfen, die anschließend an ortsansässige Kinderhilfsorganisationen gespendet werden. 
Im Sommer 2009 erfolgte die Zusammenlegung des Beinamens in Winterhawks.
In den Anfangsjahren trugen die Spieler der Winterhawks ausgemusterte Trikots der Chicago Blackhawks, seither ist das Trikot der Winterhawks mit Ausnahme des "P"-Shoulderpatches identisch mit dem der Blackhawks. Die enge Verbundenheit zwischen Mannschaften aus Portland und Chicago geht dabei zurück bis ins Gründungsjahr der Blackhawks 1926, als der damalige Besitzer Frederic McLaughlin einen Großteil der Verträge der Spieler der Portland Rosebuds kaufte und diese nach Chicago transferierte.

## Erfolge
- Divisionstitel: 12 (1977/78, 1978/79, 1979/80, 1981/82, 1982/83, 1988/89, 1992/93, 1996/97, 1997/98, 2001/02, 2010/11, 2012/13)
- Conference-Titel: 4 (1997/98, 2000/01, 2010/11, 2012/13)
- Ed Chynoweth Cup: 3 (1981/82, 1997/98, 2012/13)
- Memorial Cup: 2 (1983, 1998)

## Spielzeiten

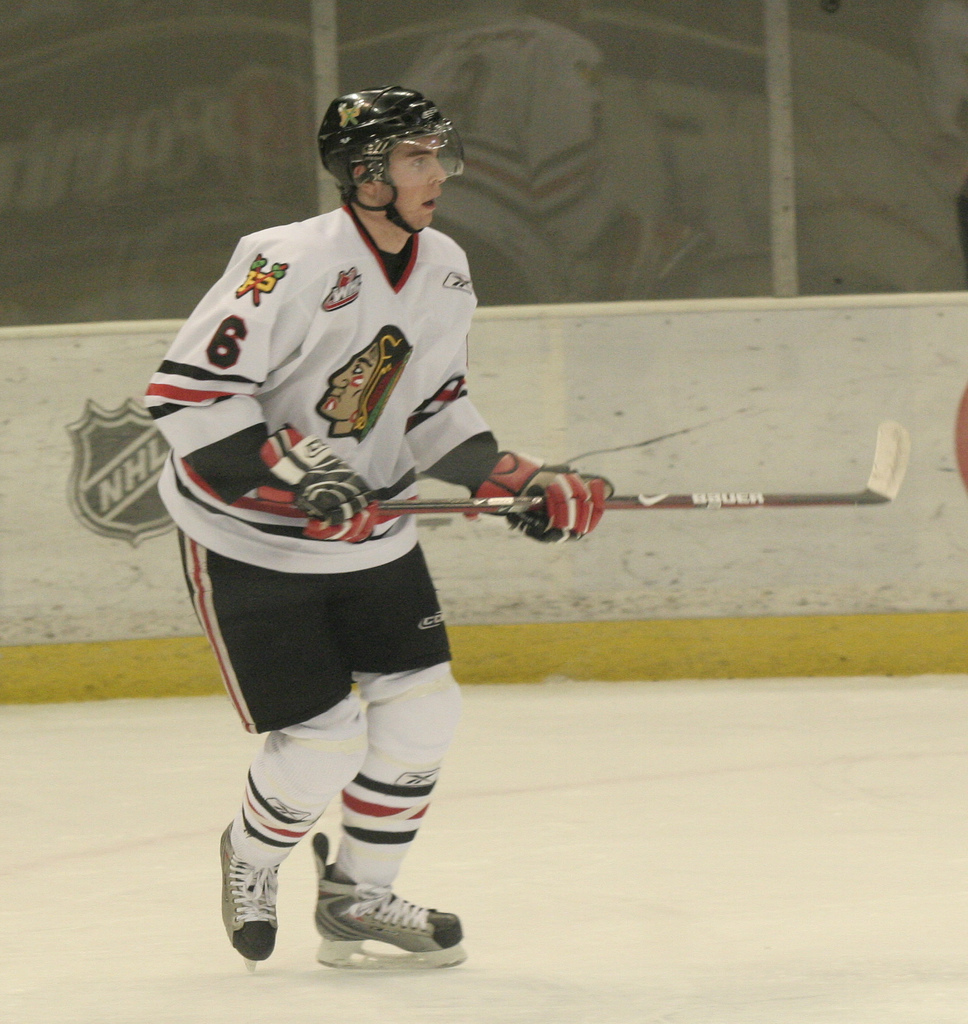
Brett Ponich, Winterhawks 2008/09

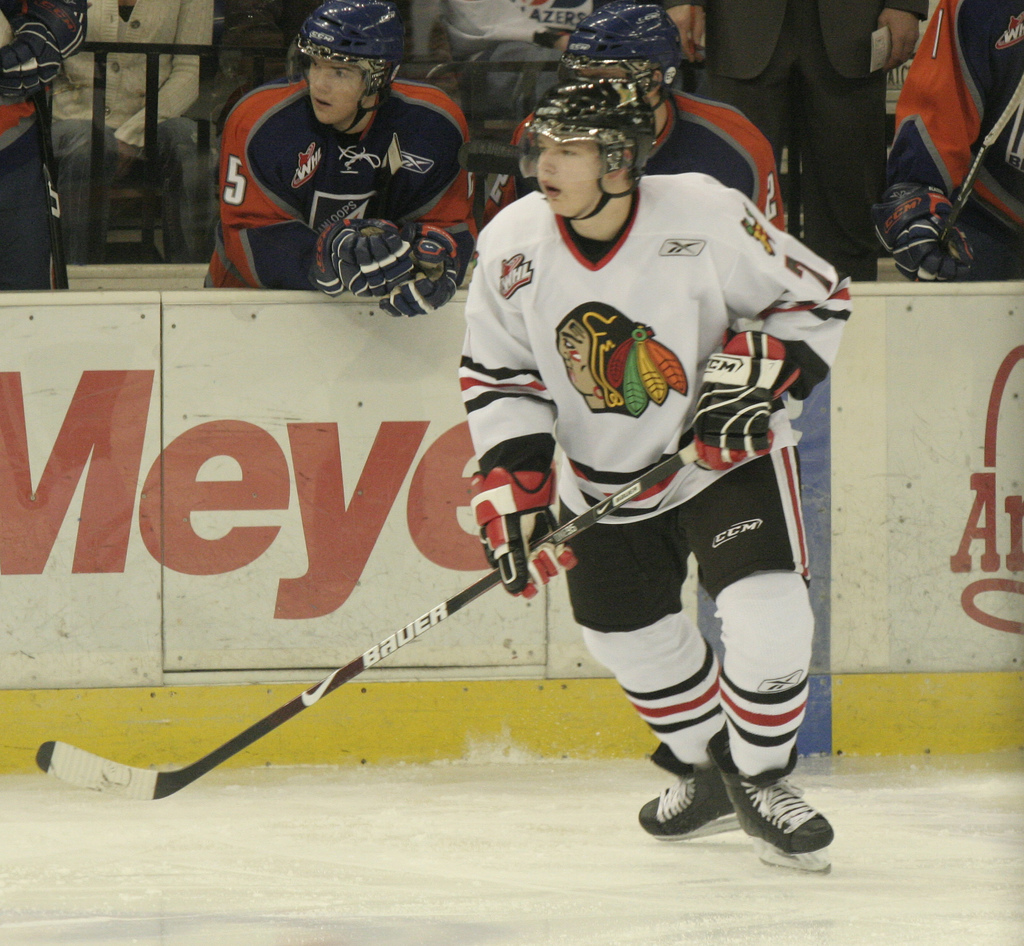
Daniel Johnston

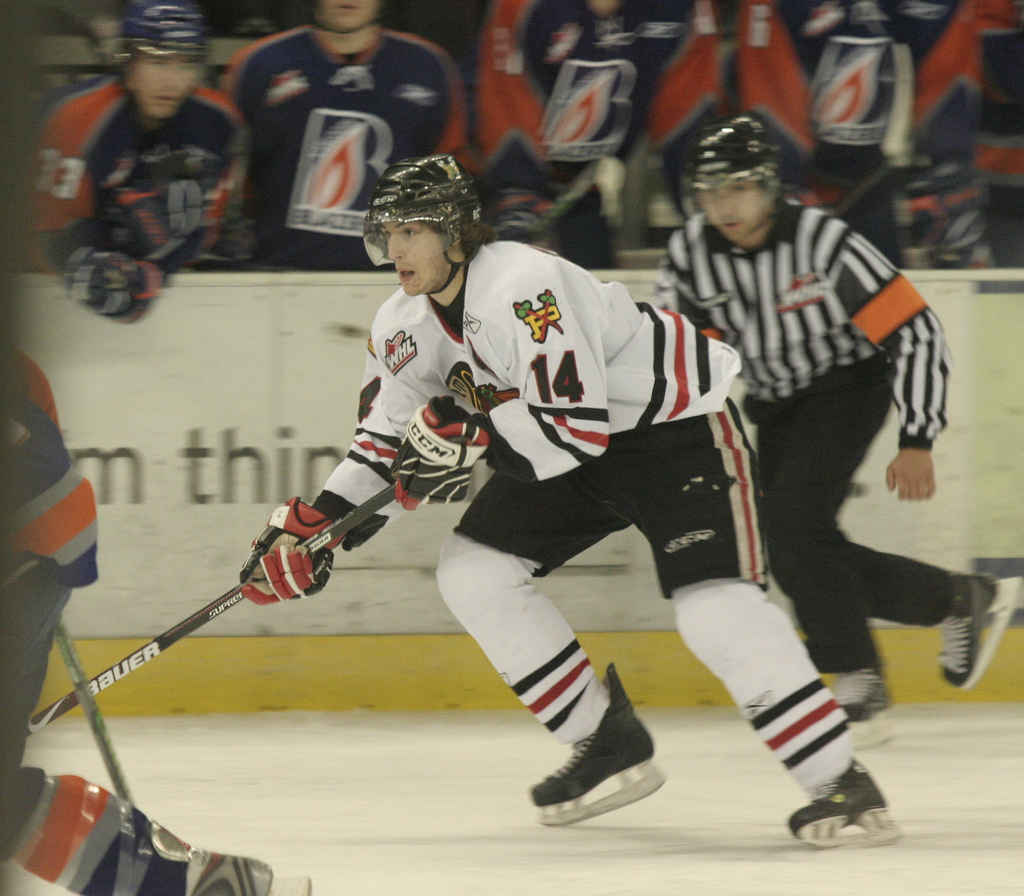
Luke Walker

| Saison  | GP | W  | L  | T  | OTL | SOL | GF  | GA  | P   | Platzierung      | Playoffs                                   |
| 1976/77 | 72 | 36 | 29 | 7  | –   | –   | 359 | 294 | 79  | 3. West Division | Halbfinale                                 |
| 1977/78 | 72 | 41 | 20 | 11 | –   | –   | 361 | 296 | 93  | 1. West Division | Divisions-Qualifikation                    |
| 1978/79 | 72 | 49 | 10 | 13 | –   | –   | 432 | 265 | 111 | 1. West Division | Finale                                     |
| 1979/80 | 72 | 53 | 18 | 1  | –   | –   | 398 | 293 | 107 | 1. West Division | Divisions-Qualifikation                    |
| 1980/81 | 72 | 56 | 15 | 1  | –   | –   | 443 | 266 | 113 | 2. West Division | Divisions-Finale                           |
| 1981/82 | 72 | 46 | 24 | 2  | –   | –   | 380 | 323 | 94  | 1. West Division | Meister WHL                                |
| 1982/83 | 72 | 50 | 22 | 0  | –   | –   | 495 | 387 | 100 | 1. West Division | Finale; Memorial-Cup-Sieger                |
| 1983/84 | 72 | 33 | 39 | 0  | –   | –   | 430 | 449 | 66  | 3. West Division | Divisions-Finale                           |
| 1984/85 | 72 | 27 | 44 | 1  | –   | –   | 365 | 442 | 55  | 4. West Division | Divisions-Halbfinale                       |
| 1985/86 | 72 | 47 | 24 | 1  | –   | –   | 438 | 348 | 95  | 2. West Division | Divisions-Finale; Memorial-Cup-Gastgeber   |
| 1986/87 | 72 | 47 | 23 | 2  | –   | –   | 439 | 355 | 96  | 2. West Division | Finale                                     |
| 1987/88 | 72 | 24 | 45 | 3  | –   | –   | 328 | 449 | 51  | 6. West Division | nicht qualifiziert                         |
| 1988/89 | 72 | 40 | 28 | 4  | –   | –   | 408 | 395 | 84  | 1. West Division | Finale                                     |
| 1989/90 | 72 | 24 | 45 | 3  | –   | –   | 322 | 426 | 51  | 5. West Division | nicht qualifiziert                         |
| 1990/91 | 72 | 17 | 53 | 2  | –   | –   | 298 | 450 | 36  | 5. West Division | nicht qualifiziert                         |
| 1991/92 | 72 | 31 | 37 | 4  | –   | –   | 314 | 342 | 66  | 5. West Division | Divisions-Viertelfinale                    |
| 1992/93 | 72 | 45 | 24 | 3  | –   | –   | 343 | 275 | 93  | 1. West Division | Finale                                     |
| 1993/94 | 72 | 49 | 22 | 1  | –   | –   | 392 | 260 | 99  | 2. West Division | Divisions-Finale                           |
| 1994/95 | 72 | 23 | 43 | 6  | –   | –   | 240 | 308 | 52  | 6. West Division | Divisions-Halbfinale                       |
| 1995/96 | 72 | 30 | 39 | 3  | –   | –   | 283 | 301 | 63  | 6. West Division | Divisions-Viertelfinale                    |
| 1996/97 | 72 | 46 | 21 | 5  | –   | –   | 300 | 196 | 97  | 1. West Division | Divisions-Viertelfinale                    |
| 1997/98 | 72 | 53 | 14 | 5  | –   | –   | 342 | 203 | 111 | 1. West Division | Meister WHL und Memorial-Cup-Sieger        |
| 1998/99 | 72 | 23 | 36 | 13 | –   | –   | 215 | 278 | 59  | 5. West Division | Divisions-Viertelfinale                    |
| 1999/00 | 72 | 16 | 49 | 7  | 0   | –   | 173 | 296 | 39  | 7. West Division | nicht qualifiziert                         |
| 2000/01 | 72 | 37 | 27 | 5  | 3   | –   | 254 | 237 | 82  | 2. West Division | Finale                                     |
| 2001/02 | 72 | 36 | 25 | 5  | 6   | –   | 269 | 243 | 83  | 1. U.S. Division | Conference-Viertelfinale                   |
| 2002/03 | 72 | 19 | 40 | 8  | 5   | –   | 192 | 243 | 51  | 3. U.S. Division | Conference-Viertelfinale                   |
| 2003/04 | 72 | 34 | 29 | 6  | 3   | –   | 199 | 206 | 77  | 2. U.S. Division | Conference-Viertelfinale                   |
| 2004/05 | 72 | 35 | 27 | 5  | 5   | –   | 204 | 198 | 80  | 2. U.S. Division | Conference-Viertelfinale                   |
| 2005/06 | 72 | 32 | 32 | –  | 3   | 5   | 204 | 258 | 72  | 3. U.S. Division | Conference-Halbfinale                      |
| 2006/07 | 72 | 17 | 52 | –  | 1   | 2   | 146 | 316 | 37  | 5. U.S. Division | nicht qualifiziert                         |
| 2007/08 | 72 | 11 | 58 | –  | 2   | 1   | 132 | 318 | 25  | 5. U.S. Division | nicht qualifiziert                         |
| 2008/09 | 72 | 19 | 48 | –  | 3   | 2   | 176 | 288 | 43  | 5. U.S. Division | nicht qualifiziert                         |
| 2009/10 | 72 | 44 | 25 | –  | 2   | 1   | 266 | 241 | 91  | 4. U.S. Division | Conference-Halbfinale                      |
| 2010/11 | 72 | 50 | 19 | –  | 0   | 3   | 303 | 227 | 103 | 1. U.S. Division | Finale                                     |
| 2011/12 | 72 | 49 | 19 | –  | 3   | 1   | 328 | 229 | 102 | 2. U.S. Division | Finale                                     |
| 2012/13 | 72 | 57 | 12 | –  | 1   | 2   | 334 | 169 | 117 | 1. U.S. Division | Meister WHL und Finale um den Memorial Cup |
| 2013/14 | 72 | 54 | 13 | –  | 2   | 3   | 338 | 207 | 113 | 1. U.S. Division | Finale                                     |
| 2014/15 | 72 | 43 | 23 | –  | 2   | 4   | 287 | 237 | 92  | 2. U.S. Division | Conference-Finale                          |
| 2015/16 | 72 | 34 | 31 | –  | 6   | 1   | 228 | 227 | 75  | 3. U.S. Division | Conference-Viertelfinale                   |
| 2016/17 | 72 | 40 | 28 | –  | 1   | 3   | 278 | 256 | 84  | 4. U.S. Division | Conference-Halbfinale                      |
| 2017/18 | 72 | 44 | 22 | –  | 1   | 5   | 274 | 214 | 94  | 2. U.S. Division | Conference-Halbfinale                      |
| 2018/19 | 60 | 40 | 22 | –  | 3   | 3   | 258 | 210 | 86  | 3. U.S. Division | Conference-Viertelfinale                   |

 GP = Spiele, W = Siege, L = Niederlagen, T = Unentschieden, OTL = Overtime-Niederlagen, SOL = Shootout-Niederlagen, P= Punkte, GF = Tore, GA = Gegentore

## Bekannte ehemalige Spieler
Verschiedene Spieler, die ihre Juniorenzeit bei den Portland Winterhawks verbrachten, machten später auch in der National Hockey League Karriere.
- Dave Archibald
- Dave Babych
- Jozef Balej
- Sven Bärtschi
- Brian Benning
- Jim Benning
- Oliver Bjorkstrand
- James Black
- Lonny Bohonos
- Keith Brown
- Rihards Bukarts
- Dennis Cholowski
- Braydon Coburn
- Byron Dafoe
- Adam Deadmarsh
- Brandon Dubinsky
- Matt Dumba
- Brent Fedyk
- Andrew Ference
- Ray Ferraro
- Colin Forbes
- Michael Funk
- Joaquin Gage
- Paul Gaustad
- Cody Glass
- Josh Green
- Jannik Hansen
- Adin Hill
- Marcel Hossa
- Marián Hossa
- Dave Hoyda
- Cale Hulse
- Jamie Huscroft
- Brad Isbister
- Ryan Johansen
- Henri Jokiharju
- Caleb Jones
- Seth Jones
- Jakub Klepiš
- Rob Klinkhammer
- Steve Konowalchuk
- Richard Kromm
- Jason LaBarbera
- Scott Langkow
- Taylor Leier
- Brendan Leipsic
- Clint Malarchuk
- Cody McLeod
- Mark Messier
- Brenden Morrow
- Brantt Myhres
- Cam Neely
- Scott Nichol
- Nino Niederreiter
- Nic Petan
- Derrick Pouliot
- Nolan Pratt
- Ty Rattie
- Richie Regehr
- Luca Sbisa
- Dave Scatchard
- Colton Sceviour
- Brandon Smith
- Dominic Turgeon
- Perry Turnbull
- Mike Vernon
- Matt Walker
- Glen Wesley
- Jason Wiemer
- Tyler Wotherspoon
- Gary Yaremchuk
- Ken Yaremchuk
- Richard Zedník

## Teamrekorde
| Reguläre Saison    |       |         |
| Statistik          | Total | Saison  |
| Punkte             | 113   | 1980/81 |
| Siege              | 56    | 1980/81 |
| Meiste Tore        | 495   | 1982/83 |
| Wenigste Tore      | 146   | 2006/07 |
| Wenigste Gegentore | 196   | 1996/97 |
| Meiste Gegentore   | 450   | 1990/91 |

| Individuelle Rekorde                        |                            |       |                 |
| Statistik                                   | Spieler                    | Total | Saison          |
| Tore                                        | Randy Heath Dennis Holland | 82    | 1982/83 1988/89 |
| Assists                                     | Jim Benning                | 111   | 1980/81         |
| Punkte                                      | Dennis Holland             | 167   | 1988/89         |
| Punkte Rookie                               | Cam Neely                  | 120   | 1982/83         |
| Punkte Verteidiger                          | Jim Benning                | 139   | 1980/81         |
| Gegentorschnitt*                            | Blake Grenier              | 2.06  | 2004/05         |
| * Torhüter mit mindestens 1500 Spielminuten |                            |       |                 |